# Gorino Veneto
Gorino Veneto è una piccola frazione del comune di Ariano nel Polesine in provincia di Rovigo, in Veneto. Situata nella zona più a sud del comune, a circa 4 km dal mare Adriatico, sorge ad un'altitudine di circa 0/-1 mslm.

## Geografia fisica
Confina ad est con la località Ca' Lattis facente parte del comune di Taglio di Po, ad ovest è invece delimitata dal corso di un ramo del grande fiume Po (Po di Goro) che lo separa dalla località di Gorino, in Emilia-Romagna, a nord confina con la località Goro Veneto (anch'essa del comune di Ariano nel Polesine) mentre a Sud con la località (ormai pressoché disabitata) di Bacucco.

## Storia
Anche questa frazione ha subito negli anni '50/'60 una fortissima crisi di spopolamento verso zone industriali del nord Italia, che come in tutte le zone circostanti hanno visto una spopolamento di oltre il 70% in soli 10 anni, colpa anche delle numerose alluvioni che investirono la zona.

## Monumenti e luoghi d'interesse
- Un ponte di barche, realizzato nel 1979 e aperto al transito l'anno successivo, collega Gorino Veneto con Gorino Ferrarese[3]
- Monumento ai caduti delle guerre[4][5]
- Idrovora Goro, installata nel 1977[6][7]
- Ex chiesa parrocchiale di San Rocco confessore (la parrocchia di Gorino Veneto è stata soppressa nel 1986 e unita alla parrocchia di San Gaetano da Thiene di Rivà, che da allora ha assunto nella denominazione entrambi i patroni)[8]

## Economia
- Il Consorzio di Bonifica di Gorino Veneto è stato trasferito all'Enel nel 1963.[9]